# Allopterus ornatum
Allopterus ornatum es una especie de coleóptero de la familia Tetratomidae.

## Distribución geográfica
Habita en Nueva Zelanda.